# Whatever Julie Wants
Whatever Julie Wants è un album della cantante statunitense Julie London, pubblicato nel 1961.

## Descrizione
L'album contiene degli standard jazz di varie epoche. Pubblicato dalla Liberty, è prodotto da Felix Slatkin.

## Tracce

### Lato A
1. Why Don't You Do Right? - Kansas Joe McCoy
2. My Heart Belongs to Daddy - Cole Porter –2:41
3. Hard Hearted Hannah   (Jack Yellen, Bob Bigelow, Charles Bates, Milton Ager)– 1:56
4. Do It Again - George Gershwin, Buddy DeSylva –2:19
5. Take Back Your Mink - Frank Loesser –2:21
6. Diamonds Are a Girl's Best Friend - Jule Styne, Leo Robin –1:59

### Lato B
1. Daddy  - Bobby Troup – 2:12
2. An Occasional Man(Hugh Martin, Ralph Blane)– 2:29
3. Love for Sale - Cole Porter –2:25
4. Always True to You in My Fashion - Cole Porter –2:40'
5. There'll Be Some Changes Made  - (Benton Overstreet, William Blackstone)– 2:25
6. Tired  - (Doris Fisher, Allan Roberts)– 2:38